# Куренбель
Куренбель (каз. Күреңбел, до 1993 г. - Самсоновка) — село в Жуалынском районе Жамбылской области Казахстана. Административный центр Куренбельского сельского округа. Код КАТО — 314249100.

## Население
В 1999 году население села составляло 1885 человек (981 мужчина и 904 женщины). По данным переписи 2009 года, в селе проживали 1933 человека (951 мужчина и 982 женщины).

## Известные куренбельцы
- Петраш, Юрий Григорьевич (1930—2013) — советский и российский философ, исламовед.